# Love (album d'Ayumi Hamasaki)
Pour les articles homonymes, voir Love.
Albums de Ayumi Hamasaki
Party Queen
(2012) LOVE again
(2013)
EPs par Ayumi Hamasaki
FIVE
(2011) again
(2012)
LOVE est un mini-album de Ayumi Hamasaki, le 3e sorti sous le label avex trax.

## Présentation
L'album sort le 8 novembre 2012 au Japon sous le label avex trax, sept mois après le précédent album de la chanteuse, Party Queen. C'est le premier d'une série de cinq disques prévus sortir chaque mois durant cinq mois consécutifs pour commémorer ses 15 ans de carrière chez Avex ; le suivant, again, sortira exactement un mois plus tard. LOVE atteint la 4e place du classement des ventes de l'Oricon. Il se vend à 64 841 exemplaires la première semaine, et reste classé pendant dix semaines, pour un total de 93 565 exemplaires vendus.
Il est officiellement présenté comme un mini-album, bien que durant plus d'une heure. Il contient en effet douze pistes : trois chansons inédites en disque (Song 4 u, cependant déjà sortie en téléchargement en septembre précédent, Missing, et Melody), trois versions remixées ou orchestrale de ces trois titres, deux versions remixées de la chanson You & Me (titre inédit de la compilation A SUMMER BEST sortie trois mois auparavant) également déjà sorties en téléchargement en septembre, et les versions instrumentales des quatre chansons originales.
Sort aussi une édition limitée de l'album « CD seul » avec une pochette différente et une carte d'accès pour télécharger des bonus pour le jeu vidéo Tales of Xillia 2 sur PS3, auquel la chanson Song 4 u sert de thème musical. L'album sort aussi au format CD+DVD, avec une pochette différente et un DVD en supplément contenant les clips vidéos des deux premières chansons et le making of de l'une d'elles. Les premières éditions « first press » de l'album contiennent aussi une carte d'accès spéciale, menant à du contenu exclusif sur internet.
Toutes les chansons originales des mini-albums LOVE et again figureront sur le prochain album studio de la chanteuse, LOVE again, qui sort quatre mois plus tard et est donc intitulé en référence à ceux-ci.

## Liste des titres
Toutes les paroles sont écrites par Ayumi Hamasaki.
| CD      | CD                                     | CD                        | CD             | CD    | CD | CD | CD | CD | CD |
| No      | Titre                                  | Musique                   | Arrangeur      | Durée |    |    |    |    |    |
| ------- | -------------------------------------- | ------------------------- | -------------- | ----- | -- | -- | -- | -- | -- |
| 1.      | Song 4 u (Original mix)                | HINATAspring, Yuta Nakano | Yuta Nakano    | 3:50  |    |    |    |    |    |
| 2.      | Missing (Original mix)                 | Kazuhiro Hara             | Yuta Nakano    | 4:57  |    |    |    |    |    |
| 3.      | Melody (Original mix)                  | Yasuhiko Hoshino          | Yuta Nakano    | 5:25  |    |    |    |    |    |
| 4.      | You & Me (Remo-con rmx - Extended)     | Tetsuya Komuro            | Remo-con       | 7:27  |    |    |    |    |    |
| 5.      | You & Me (SHINICHI OSAWA remix)        | Tetsuya Komuro            | Shinichi Osawa | 5:00  |    |    |    |    |    |
| 6.      | Song 4 u (Orchestra version)           | HINATAspring, Yuta Nakano | Yuta Nakano    | 4:22  |    |    |    |    |    |
| 7.      | Missing (Dubscribe remix)              | Kazuhiro Hara             | Dubscribe      | 5:57  |    |    |    |    |    |
| 8.      | Melody (BROKEN HAZE remix)             | Yasuhiko Hoshino          | Broken Haze    | 5:06  |    |    |    |    |    |
| 9.      | Song 4 u (Original mix -Instrumental-) | HINATAspring, Yuta Nakano | Yuta Nakano    | 3:50  |    |    |    |    |    |
| 10.     | Missing (Original mix -Instrumental-)  | Kazuhiro Hara             | Yuta Nakano    | 5:24  |    |    |    |    |    |
| 11.     | Melody (Original mix -Instrumental-)   | Yasuhiko Hoshino          | Yuta Nakano    | 4:57  |    |    |    |    |    |
| 12.     | You & Me (Original mix -Instrumental-) | Tetsuya Komuro            | Tasuku         | 5:38  |    |    |    |    |    |
| 1:02:00 |                                        |                           |                |       |    |    |    |    |    |

| 1. | Song 4 u (video clip)  |  |
| 2. | Missing (video clip)   |  |
| 3. | Song 4 u (making clip) |  |